# 1990 FD1
1990 FD1 är en asteroid i huvudbältet, som upptäcktes den 26 mars 1990 av den japanske amatörastronomen Atsushi Sugie i Dynic-observatoriet.
Den tillhör asteroidgruppen Eunomia.